# Tanzania en los Juegos Olímpicos de Sídney 2000
Tanzania estuvo representada en los Juegos Olímpicos de Sídney 2000 por cuatro deportistas, tres hombres y una mujer, que compitieron en atletismo.
La portadora de la bandera en la ceremonia de apertura fue la atleta Restituta Joseph. El equipo olímpico tanzano no obtuvo ninguna medalla en estos Juegos.